# Galo Pulido
Galo Alfredo Pulido Barzola (Guayaquil, Ecuador, 2 de enero de 1943 - Los Ángeles, Estados Unidos, 15 de diciembre de 2020) fue un futbolista ecuatoriano. 

## Biografía
Nació el 2 de enero de 1962 en Guayaquil. Este jugador se destacaba por su habilidad e inteligencia innata para jugar un fútbol de fantasía, con una calidad exuberante, dominio de balón perfecto, precisión para dar pases, gran calidad técnica y mucha garra y coraje deportivo.
Sus inicios en el fútbol fueron en las calles de su ciudad natal a la edad de 11 años jugando en las ligas barriales. Su primer equipo fue Guayas que en ese entonces se desempeñaba en la Liga Norero. Después paso al Balseca jr donde llego a jugar con Jorge Bolaños. De allí tuvo paso por otros equipos tales como: El Sagrario y Brasil, todos ellos equipos de fútbol amateur de aquella época.
Su historia en el fútbol profesional empezó en 1959 a los 15 años de edad cuando el defensa de Emelec por aquellos tiempos Jacinto Astudillo, lo descubrió cuando jugaba en el equipo barrial de Brasil, y lo recomendó para llevarlo a las formativas del bombillo que dirigía el entrenador argentino y exjugador del club, Mariano Larraz, quien le dio el visto bueno inmediatamente. Con Emelec, formó un poderoso equipo juvenil que entre 1959 y 1961, fue campeón imbatible, en el que estaban jugadores como: Felipe Mina, Walter Arellano y Milton Pérez, que brillaron en la Serie A de Ecuador.
Después de destacarse al nivel juvenil. En 1961 a los 17 años tuvo la oportunidad de debutar en el primer equipo, tomando la titularidad, tras la marcha de Jorge Bolaños al River Plate de Argentina, resultando campeón del campeonato ecuatoriano.
A partir de allí la historia de Pulido en Emelec fue triunfal. Al año siguiente fue parte del equipo que fue campeón del torneo de Guayaquil 1962 y además jugó el Campeonato Nacional, formando parte de la histórica delantera de los eléctricos, denominada Los Cinco Reyes Magos que estaba formada por José Vicente Balseca, Jorge Bolaños, Carlos Alberto Raffo, Enrique Raymondi y Roberto Ortega.
En 1963, fue vicecampeón nacional. En 1964, fue nuevamente campeón de Guayaquil y en 1965 por segunda vez fue campeón nacional, lo que le dio la oportunidad de jugar su primera Copa Libertadores de América. Además en 1966 y 1967 fue dos veces consecutivas vicecampeón nacional, lo que le permitió jugar dos Copas Libertadores más.
En 1970 dejó Emelec tras problemas diregenciales, para jugar por el Club Atlético Guayaquil de Chicago que se desempeñaba en la liga semiprofesional de los Estados Unidos, jugando cinco temporadas desde 1970 a 1975, año en que le puso fin a su carrera como futbolista.
Desde 1976 siguió residiendo en Chicago y se dedicó a diferentes trabajos. En 1980 se trasladó a Los Ángeles, donde por varios años estuvo un pequeño negocio de fabricación y venta de alfombras.
En 2016 fue invitado a la reinauguración del estadio Capwell en el reencuentro de varias de sus exglorias, siendo la última vez que piso tierras ecuatorianas.
Finalmente falleció el 15 de diciembre de 2020 a los 76 años de edad, a causa de una muerte súbita.

## Clubes
| Club               | País           | Año         |
| ------------------ | -------------- | ----------- |
| Emelec             | Ecuador        | 1961 - 1970 |
| Atlético Guayaquil | Estados Unidos | 1970 - 1975 |

## Palmarés

### Campeonatos provinciales
| Título                  | Club   | País    | Año  |
| ----------------------- | ------ | ------- | ---- |
| Campeonato de Guayaquil | Emelec | Ecuador | 1962 |
| 1964                    | Emelec | Ecuador |      |
| 1966                    | Emelec | Ecuador |      |

### Campeonatos nacionales
| Título             | Club   | País    | Año  |
| ------------------ | ------ | ------- | ---- |
| Serie A de Ecuador | Emelec | Ecuador | 1961 |
| 1965               |        |         |      |